# 1368
1368 (MCCCLXVIII) fue un año bisiesto comenzado en sábado del calendario juliano, en vigor en aquella fecha.

## Acontecimientos
- 23 de enero: Zhu Yuanzhang funda la Dinastía Ming de China tras expulsar a los mongoles de la Dinastía Yuan (kanato sucesor del Imperio Mongol). La capital es establecida en Nankín y se inicia una renovación de la Gran Muralla.
- 29 de marzo: Chōkei Tennō asciende al trono de Japón.
- El Tíbet obtiene independencia de los mongoles.
- Carlos II de Navarra conquista las villas castellanas de Contrasta y Santa Cruz de Campezo.
- Muhammed V de Granada asola Úbeda.
- Fundación de la Biblioteca Nacional de Francia por el rey Carlos V.

## Nacimientos
- 15 de febrero: Segismundo del Sacro Imperio Romano Germánico.
- 3 de diciembre: Carlos VI de Francia.

## Fallecimientos
- 25 de julio: Guy de Chauliac, médico del papa Clemente VI.
- 29 de marzo: Go-Murakami Tennō, emperador japonés.
- 7 de octubre: Leonel de Amberes, duque inglés.
- Andrea Orcagna, pintor italiano.